# Kraj (upravnoteritorialna enota)
Kraj je bila osnovna upravnoteritorialna enota na Slovenskem med letoma 1944 in 1952, ko so kraje nadomestile občine. Po navadi jih je sestavljalo več naselij. V njih so kot lokalni organi oblasti delovali krajevni narodnoosvobodilni odbori, ki so se februarja 1946 preimenovali v krajevne ljudske odbore. Ob koncu vojne je na območju Slovenije delovalo okrog 3500 krajev. Zaradi njihove majhnosti je bilo izvajanje oblasti oteženo. Septembra 1945 je bila uzakonjena prva upravnoteritorialna delitev Slovenije po vojni, ki je prinesla zmanjšanje števila krajev na 1577.